# Clivus Argentarius
Il clivo Argentario (clivus Argentarius) è un'antica strada di Roma che correva a mezza costa sulle pendici del Campidoglio, alle spalle del Foro di Cesare. 
Il nome attuale risale al Medioevo, quello antico con molta probabilità era clivus Lautumiarum.

## Descrizione
Se ne conserva un tratto di basolato, che parte dalla piazzetta antistante il Carcere Tulliano, appena fuori dell'area archeologica del Foro Romano e giunge in corrispondenza dell'ingresso del Museo centrale del Risorgimento, alle spalle del Vittoriano.
In corrispondenza dell'attuale facciata del Museo, si conservano una serie di nicchie in laterizio che dovevano appartenere forse ad una serie di terrazzamenti su questo lato del colle. Nell'area immediatamente antistante si conservano nella pavimentazione stradale moderna tracce di muri in blocchi di tufo di Grotta Oscura, che dovevano appartenere alle mura serviane e forse alla Porta Fontinalis.
Il tratto che corre immediatamente a monte del Foro di Cesare, in maggiore pendenza, conserva il basolato antico e tracce degli ambienti in laterizio che lo fiancheggiavano: quelli a valle costituiscono un secondo piano al di sopra delle taberne aperte sul fondo dei portici della piazza del Foro, innalzato con i rifacimenti di epoca traianea e comprendente anche un'ampia latrina semicircolare.
In età medievale prese il nome di Ascesa di Proto e poi strada di Marforio.